# Френк Вилијамс
Сер Франсис Овен Гарбет Вилијамс (енгл. Francis Owen Garbett Williams; Саут Шилдс, 16. април 1942 — 28. новембар 2021) био је оснивач и главни менаџер Формула 1 тима Вилијамс.

## Биографија
Френк Вилијамс је рођен 16. априла 1942. године у Енглеској.